# 肇俊哲
肇 俊哲（ちょう しゅんてつ、ZHAO Junzhe, 1979年4月19日 - ）は中華人民共和国遼寧省瀋陽市出身の元プロサッカー選手。現サッカー指導者。中華人民共和国代表である。ポジションはミッドフィールダー（MF）。

## 来歴
1998年11月に中国代表デビュー。1999年以降出場機会が無かったが、2002年2月に代表復帰、中国として初出場となる2002 FIFAワールドカップにも出場した。AFCアジアカップ2004では全6試合に出場、準優勝した。2008年までに72試合に出場、2得点をあげた。

## 所属クラブ
- 1998-2016  遼寧宏運足球倶楽部

## 代表歴

### 出場大会
- 中国代表
  - 2002年 2002 FIFAワールドカップ 1次ラウンド
  - 2004年 AFCアジアカップ2004 準優勝 (ベストイレブン)

### 試合数
- 国際Aマッチ 71試合 2得点（1998年-2008年）[1]

| 中国代表 | 国際Aマッチ | 国際Aマッチ |
| 年       | 出場        | 得点        |
| -------- | ----------- | ----------- |
| 1998     | 8           | 1           |
| 1999     | 0           | 0           |
| 2000     | 0           | 1           |
| 2001     | 0           | 0           |
| 2002     | 10          | 0           |
| 2003     | 8           | 0           |
| 2004     | 20          | 0           |
| 2005     | 5           | 0           |
| 2006     | 8           | 0           |
| 2007     | 5           | 0           |
| 2008     | 7           | 0           |
| 通算     | 71          | 2           |